# وادي الليمون
وادي الليمون  هي إحدى القرى اللبنانية من قرى قضاء جزين في محافظة الجنوب.
تقع وادي الليمون في قضاء جزّين على ارتفاع 200 م عن سطح البحر، وعلى مسافة 55 كم عنب بيروت عبر حارة صيدا- عين الدلب- القريّة- المحاربيّة. زراعاتها حمضيّات ولوز وخضار وحنطة وحبوب. ترويها مياه نبع شمّاس وهو نهر يمرّ في البلدة ويروي أراضيها ويُعرف عند صيدا باسم نهر سينيق. حضارتها قديمة تعود إلى القرن الرابع عشر قبل الميلاد، من آثارها القديمة ثلاثون غرفة تحت الأرض، فيها جماجم وقطع حديد وبرونز وفخّار.